# Delonix pumila
Delonix pumila es una especie de leguminosa (familia Fabaceae). Se encuentra únicamente en Madagascar en la provincia de Toliara.

## Taxonomía
Delonix pumila fue descrita por Du Puy, Phillipson & R.Rabev. y publicado en Kew Bulletin 50(3): 465–466, f. 2H–P, map 1. 1995.
Etimología
Delonix: nombre genérico que deriva de las palabras griegas δηλος (delos), que significa "evidente", y ονυξ (ónix), que significa "garra", refiriéndose a la forma de los pétalos
pumila: epíteto latino que significa "enana, pequeña"
Sinonimia
- Poinciana adansonioides "R.Vig., p.p.C"	[5]